# みなと観光バス (神戸市)
みなと観光バス株式会社（みなとかんこうバス、英称：KOBE MINATO KANKO）は、兵庫県神戸市東灘区の六甲アイランドを拠点としてバスを運行する事業者である。
兵庫県南あわじ市にも同名の事業者が存在するが、無関係である。

## 路線バス
運行本数等の情報は、2025年4月1日現在のもの。特別な減便ダイヤなどは反映していない。詳細なダイヤは、公式サイトを参照。すべての路線で自社開発の「ドコールシステム」（バスロケーションシステム）を導入しており、公式サイトでバスの現在位置を確認することができる。
六甲アイランド内では、アジアワンセンター（終点）行きの停留所に発車時刻表は掲示されていない。また、六甲アイランド外の停留所でも方向ごとに名称が異なる場合がある。

### 六甲アイランド〜御影（131系統）

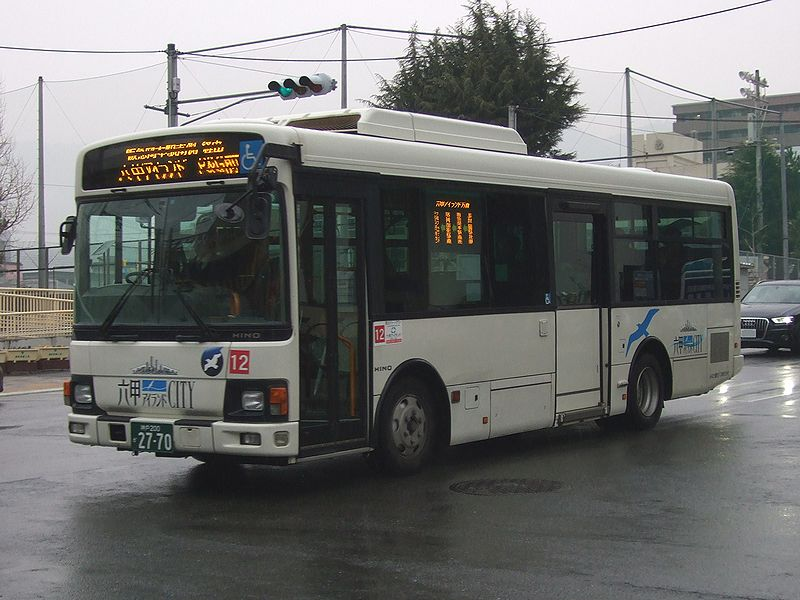
131系統

2019年11月4日運行開始。六甲アイランドと阪急御影駅を結ぶ路線。本数は平日20〜30分間隔、休日30分間隔。車両には、中型バスが充当される。運賃は後払い方式。
- アジアワンセンター →神戸国際大学前 → 甲南大学前 → ウエストコート4番街北 → （六甲大橋） → 阪神御影駅西 → 阪急御影駅南
- 阪急御影駅南 → 阪神御影駅南 → （六甲大橋） → ウエストコート3番街前 → 神戸ファッションマート前 → マリンパーク前 → 六甲アイランド高校前 → 六甲アイランド病院前  → アジアワンセンター
  - 主要な停留所のみ列挙。

### 森北町どんぐりバス（123系統）

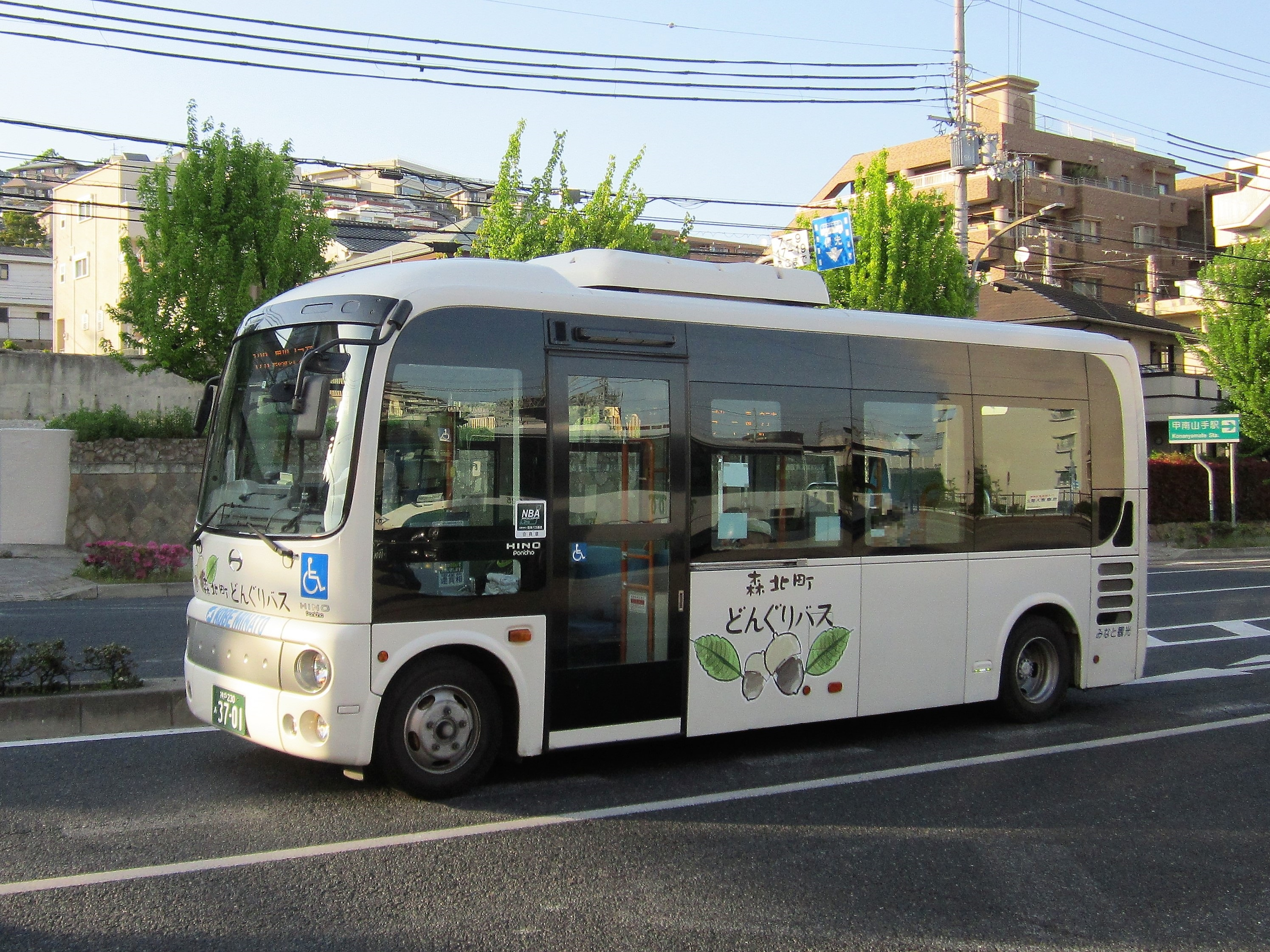
森北町どんぐりバス

神戸市東灘区東部の鉄道駅と、その山側に形成された森北町の住宅街を結ぶ路線。
2012年7月24日から同年10月27日までの3ヶ月間限定運行として運行された後、翌2013年中に正式運行を開始した。終日30分間隔で運行。運賃は後払い方式。
- 甲南山手駅 - 甲南女子大学前 - 小公園前 - 荘園下 - 東山プラザ前
  - 主要な停留所のみ列挙。

### 甲南山手〜芦屋〜夙川グリーンタウン（125系統）
JR甲南山手から夙川グリーンタウンを結ぶ路線。
本数は平日20分間隔、休日40分間隔。運賃は後払い方式。
- JR甲南山手駅→JR芦屋駅北側→夙川グリーンタウン
- 夙川グリーンタウン→JR芦屋駅北側→JR甲南山手駅
  - 主要な停留所のみ列挙。

### 桜森町〜三宮山手〜ハーバーランド線（211・212・22系統）

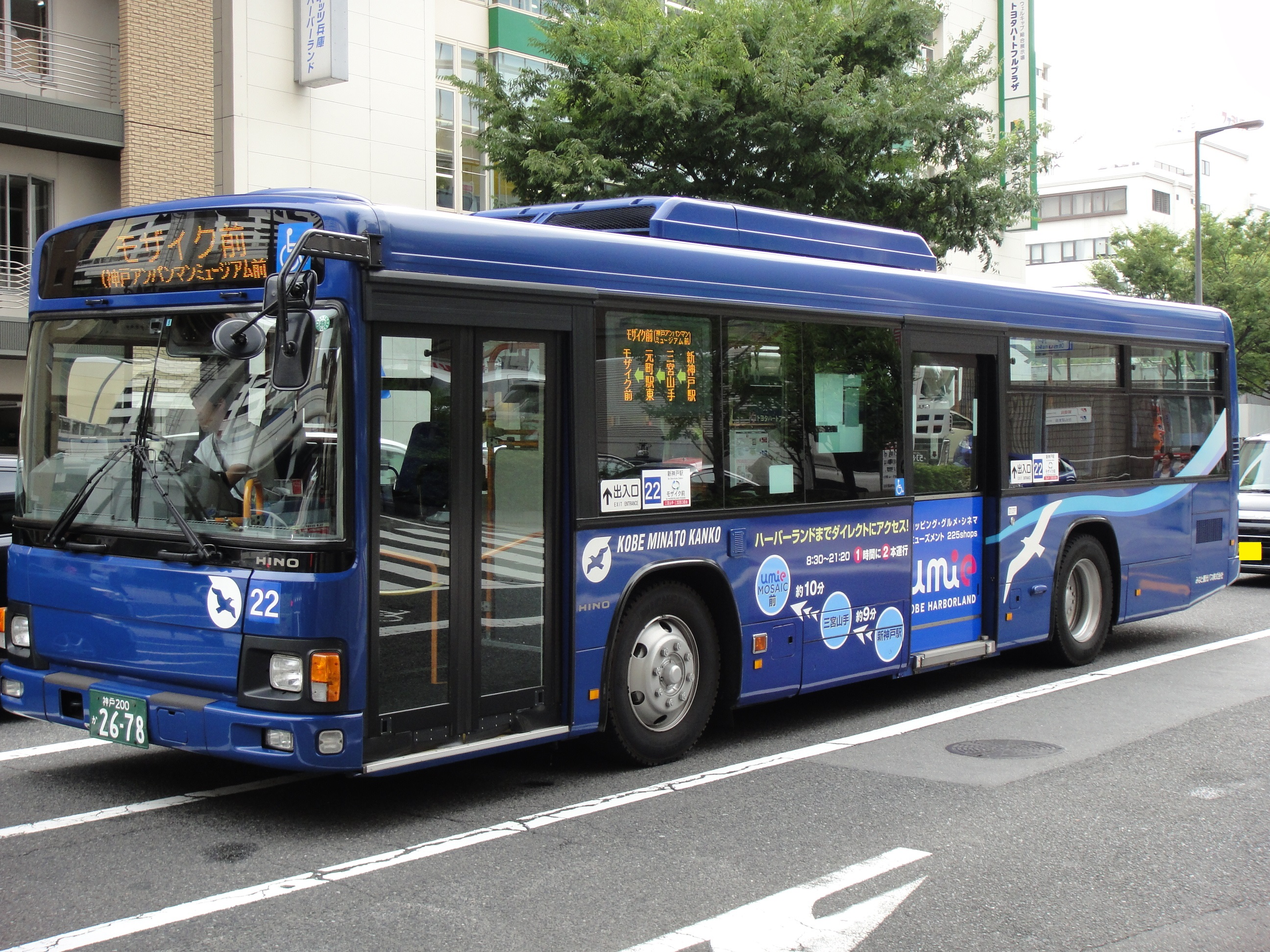
22系統（umie・ラッピング車両）

三宮を基点に、ハーバーランドや神戸市北区の桜森町バスセンターを結ぶ路線。「モザイク前」まで乗り入れるものが22系統、新神戸駅経由が211系統、桜森町〜三宮山手(直行便)が212系統となる。
211系統は21系統の後発エリアを分割する形で、22系統は従来の運行区間から桜森町バスセンターまで延伸する形で、それぞれ2015年1月31日より運行を開始した。22系統については2013年4月24日より設定され、同日の改正までは「ハーバーランド便」と称していた。
いずれも三宮地区ではミント神戸前のバスターミナルには入らず、阪急神戸三宮駅の北側にある「三宮山手」停留所に発着する。
三宮山手 - 桜森町バスセンター間の所要時間は最短で27分。なお、桜森町バスセンター – やきもち地蔵間のみで乗降することはできない。
211・212系統：平日のラッシュ時は15〜20分間隔（大半が新神戸駅を経由する211系統）、平日のそのほかの時間帯や休日は25〜30分間隔。
- 桜森町バスセンター→筑紫が丘東→筑紫が丘西→やきもち地蔵→（新神戸トンネル）→新神戸駅（211系統のみ）→三宮山手→やきもち地蔵→筑紫が丘西→筑紫が丘東→桜森町バスセンター

22系統：平日は1本、休日は4本運行する。
- 桜森町バスセンター → 筑紫が丘東 → 筑紫が丘西 → やきもち地蔵 → （新神戸トンネル） → 新神戸駅 → 三宮山手 → モザイク前
- モザイク前 → 三宮西口[1] → 三宮山手 → 新神戸駅 → （新神戸トンネル）→ やきもち地蔵 → 筑紫が丘西 → 筑紫が丘東→ 桜森町バスセンター

### 六甲アイランド〜神戸三宮・新神戸駅(21・23系統）
21系統は、同社が2002年9月に乗合バス事業を開始した当初から運行されている。日交シティバスとの共同運行（同社便のみ、「サブローバス」の愛称あり）。みなと観光バス担当便は、両系統あわせて毎時1〜2本運行される。日交シティバス担当便は朝夕を中心に、数往復運行される。車両は基本的に中型車が充てられる。運賃は先払い方式。
2012年7月14日からは「三宮・新神戸・桜森町バスセンター便」の路線名で、神戸三宮から新神戸トンネルを経由し、神戸市北区の桜森町バスセンターまで延伸された。2015年1月31日より、神戸三宮 - 桜森町バスセンター間は211系統（北区営業所）として分割された。
23系統については、2024年7月1日の路線再編において新設された。
なお、当路線のみ日交サブローバスとの共同運行の為、定期券の設定がない。回数券の販売がある。
21系統
- 神戸国際大学前 → 甲南大学前 → ウエストコート7番街前 → 六甲アイランド病院前 → 神戸ベイシェラトン前 → （六甲大橋 → ハーバーハイウェイ） → 三宮山手 → 新神戸駅
- 新神戸駅 → 神戸三宮 → （ハーバーハイウェイ → 六甲大橋） → 神戸ベイシェラトン前 → RICふれあい会館前 → 神戸女子学生会館前 → 神戸国際大学前

23系統
- 神戸国際大学前 → 甲南大学前 → ウエストコート7番街前 → 六甲アイランド病院前 → 神戸ベイシェラトン前 → （六甲大橋 → ハーバーハイウェイ） → 神戸三宮
- 神戸三宮 → （ハーバーハイウェイ → 六甲大橋） → 神戸ベイシェラトン前 → RICふれあい会館前 → 神戸女子学生会館前 → 神戸国際大学前
  - 日交サブローバス担当便は、神戸ベイシェラトン前 - 神戸三宮間のみの運行である。

### 坂バス（51・511・512・513系統）

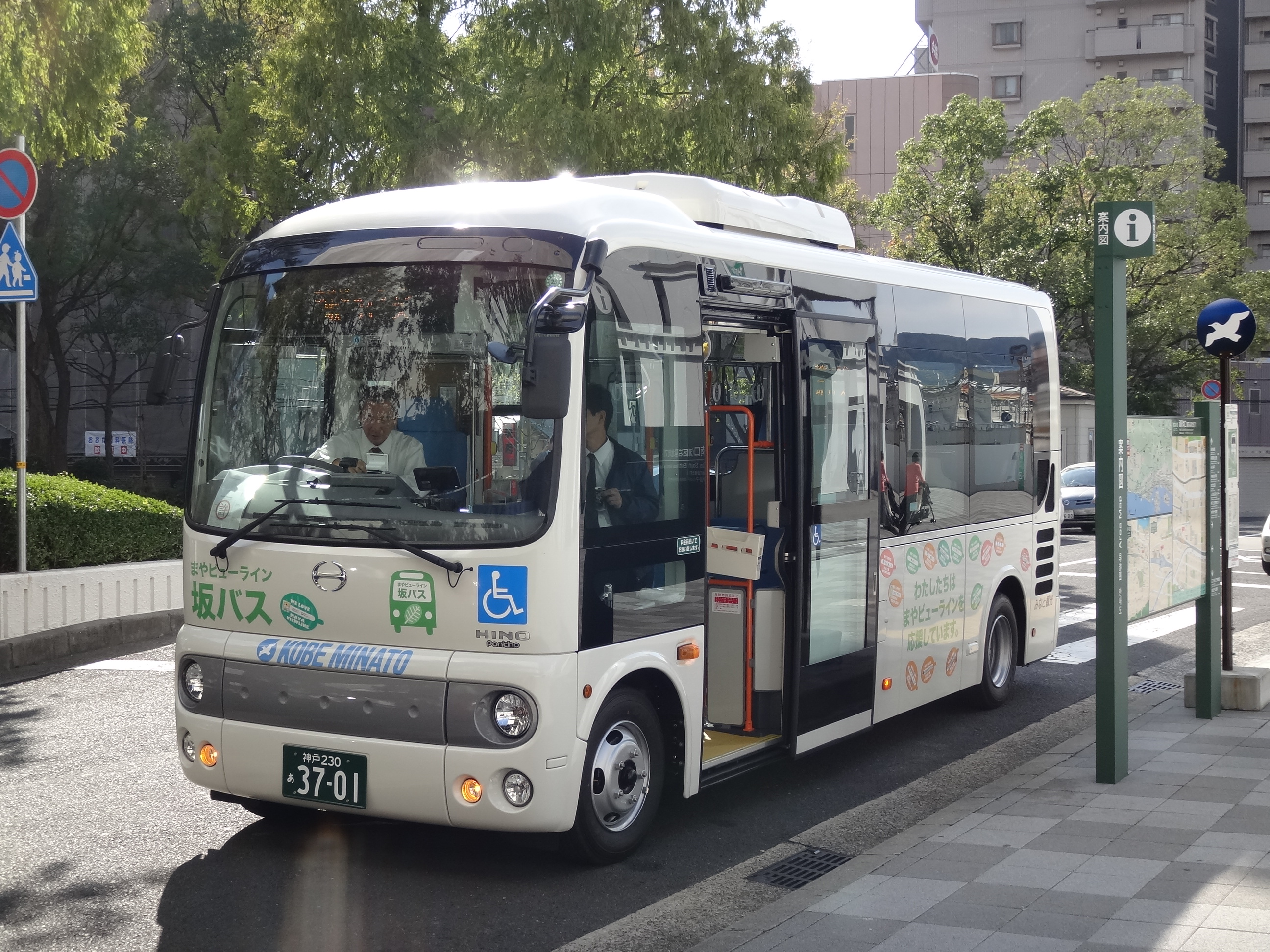
坂バス（社会実験当時、日野・ポンチョ）

神戸市灘区西部の鉄道駅と、摩耶山麓を連絡する路線。2012年10月26日から同年11月25日までの1か月間、社会実験として期間限定で運行された後、2013年4月27日から正式に運行されている。
社会実験時は朝と晩以降が20分間隔、昼間は30分間隔（昼12時頃のみ1時間間隔）で運行されていた。現在は終日20分間隔（休日朝のみ40分間隔）で、摩耶ケーブルのダイヤを考慮したダイヤ設定となっている。岩屋地区（下記の括弧内の区間）を経由する便は、100分間隔で運行される。JR摩耶駅や神鋼記念病院を経由する時間帯もある。車両は、日野・ポンチョ（前後扉仕様)が使われている。
運賃は先払い方式。
2021年からは季節ダイヤを導入しており、冬の期間では、最終便が1時間繰り上げられる。
- JR灘駅前 - （阪神岩屋駅前 - 岩屋北町2） - 阪急王子公園駅南 - 水道筋口 - 赤坂通 - 摩耶ケーブル下
  - 主要な停留所のみ列挙。JR灘駅前 - 摩耶ケーブル下間の所要時間は、最短で約11分。
  - 摩耶ケーブル下発JR灘駅前行では、摩耶ケーブル下から下る途中に灘中央筋商店街のアーケード内を通り抜けており、途中に停留所もある[3]。

### 住吉台くるくるバス（31系統）
2005年1月23日より運行開始。東灘交通市民会議で市民の合意を得て、事業者間権益の枠を乗り越え、補助金に頼らぬ持続的コミュニティバスとして運行されている。運賃は先払い方式。
運行はおおむね20分間隔。車両はマイクロバスが中心であったが、2007年6月より日野・ポンチョの前後扉仕様も投入されている。
極一部の走路が、同じ「31系統」を称する神戸市バスの31系統と重複する。
行先LED表示には系統番号が表示されない唯一の路線である。
- エクセル東 →県住前 → 万翠園前 → 室ノ内→平生記念館前 → JR住吉駅 → 東灘区役所前 → ミニコープ前 →県住前 → エクセル東
  - 主要な停留所のみ列挙。

### みんなのバス（581系統）
2020年12月17日より運行開始。神戸市兵庫区に本社を置く株式会社神戸マツダの社会貢献の一環として運用され、同社は運行を担う。2023年12月14日より本格運行。
平日の午前は概ね20分間隔、午後は30分間隔で運行され、土休日は9時頃から18時頃まで1時間間隔。車両は12人乗りハイエースが充当される。運賃は先払い方式。
- JR兵庫駅前 →神戸百年記念病院前 →三菱神戸病院前 →神戸百年記念病院前 →JR兵庫駅前 →新開地 →川崎病院前 →兵庫区役所前 →新開地 →JR兵庫駅前
  - 主要な停留所のみ列挙。

### 神戸空港〜六甲アイランド〜ユニバーサル・スタジオ・ジャパン（61系統）
2024年5月24日運行開始。神戸空港とユニバーサル・スタジオ・ジャパンを六甲アイランド経由で結ぶ。同年1月13日から2月12日にかけて「神戸空港アクセスバス（神戸空港〜六甲アイランド）」と称して実証運行されていた。2025年7月1日以降は大阪・関西万博会場にも乗り入れる便がある。
車両は三菱ふそう・エアロエースが使用される。運賃は後払い方式。
- 神戸空港 - 神戸ベイシェラトンホテル - ユニバーサル・スタジオ・ジャパン

## 運賃
2025年4月現在。123・125系統には乗継料金が別途設定されている。
なお、路線によって先払い方式と後払い方式が混在している。交通系ICカードは一切使用できないが、クレジットカード等によるタッチ決済が利用できる。

### 21・23系統（運賃先払い）
- 六甲アイランド〜神戸三宮・新神戸駅

　大人430円・小人220円
- 神戸三宮・三宮山手〜新神戸駅

　大人210円・大人110円

### 61系統（運賃後払い）
- 神戸空港〜ユニバーサル・スタジオ・ジャパン

　大人900円・小人450円
- 神戸空港〜神戸ベイシェラトンホテル

　大人500円・小人250円
- 神戸ベイシェラトンホテル〜ユニバーサル・スタジオ・ジャパン

　大人700円・小人350円

### 211・212・22系統（運賃後払い）
- 桜森町BC〜三宮山手・モザイク前

　大人500円・小人250円
- 桜森町BC〜新神戸駅

　大人450円・小人230円
- やきもち地蔵〜三宮山手・モザイク前

　大人480円・小人240円
- やきもち地蔵〜新神戸駅

　大人430円・大人220円
- 新神戸駅〜三宮山手・モザイク前

　大人210円・大人110円

### 125系統（運賃後払い）
- JR甲南山手駅〜夙川グリーンタウン

　大人240円・小人120円

### 上記以外の区間（運賃先払い・後払い）
大人230円・小人120円

## 過去の路線

### 岡本直行便（11系統）
当社が、2002年9月に乗合バス事業を開始した当初から設定されていた路線で、六甲アイランドと阪急岡本駅を直行で結んだ。平日の朝夕ラッシュ時に20分間隔で運行され、車両は、マイクロバスが充当された。2009年頃には期間限定で阪神バスの甲南学園前停留所（現：甲南本通）に朝2便、夕方3便が停車した。
2014年10月10日限りで、運行休止。
- 神戸国際大学前 → ウエストコート7番街前 → P&G前（現：アジアワンセンター） → 阪急岡本駅南側
- 阪急岡本駅南側 → P&G前 → 神戸女子学生会館前 → 神戸国際大学前

### 芦屋・夙川便（12系統）
2008年2月20日に運行開始。六甲アイランドから、阪神御影駅を経由し、阪急岡本駅方面まで結んだ。この当時、山手幹線が芦屋市内で殆ど開通していなかったため、「岡本便」として「阪急岡本駅南側」から1つ東に行った「本山北町3丁目北」止とされた。当初の運行間隔は、平日20分おき、休日25分おき。
その後、山手幹線が全通したことに伴い、2011年7月24日に夙川グリーンタウンまで路線延長され、「芦屋・夙川便」の呼称が使われるようになった。運行間隔は、平日20分おき、休日30分おき。夜の時間帯には、「阪急岡本駅南側」止の便が設定された。
2015年10月24日のダイヤ改正で、土休日の一部便が「阪急御影駅南」を新しく経由することになったほか、従来の「阪急岡本駅南側」止の便は「JR芦屋駅北側」止に変更された。
2017年12月16日の路線再編で、運行区間が「六甲アイランド〜JR芦屋駅北側」に短縮され、更に後述の13系統と統合する形で、全便が「阪急御影駅南」を経由することになった。
2019年11月4日より、平日は毎時1〜3本、休日は毎時1本に減便された。
利用者の減少に伴い、2020年7月31日限りで運行休止。
運行開始（2008年）時点
- P&G前 → （六甲アイランド内） → （六甲大橋） → 阪神御影駅西 → （国道2号）→ 阪急岡本駅南側 → 本山北町3丁目北
- 本山北町3丁目南 → 阪急岡本駅南側 → （山手幹線） → 阪神御影駅南 → （六甲大橋） → （六甲アイランド内） → P&G前

路線延長（2011年）時点
- P&G前 → （六甲アイランド内） → （六甲大橋） → 阪神御影駅西 → （国道2号）→ 阪急岡本駅南側 → 三条南町 → JR芦屋駅北側 → 翠ヶ丘 → 夙川グリーンタウン
- 夙川グリーンタウン → 翠ヶ丘 →  JR芦屋駅北側 → 三条南町 → 阪急岡本駅南側 → （山手幹線） → 阪神御影駅南 → （六甲大橋） → （六甲アイランド内） → P&G前

路線再編（2017年）時点
- アジアワンセンター → （六甲アイランド内）→ （六甲大橋） → 阪神御影駅西 → 阪急御影駅南 → 阪急岡本駅南側 → 三条南町 → JR芦屋駅北側
- JR芦屋駅北側 → 三条南町 → 阪急岡本駅南側 → 阪急御影駅南 → 阪神御影駅南 → （六甲大橋） → （六甲アイランド内） → アジアワンセンター
  - 六甲アイランド内のルートは、現行（131系統）と同一。
  - いずれも、主要な停留所のみ列挙。

### 阪急御影便（13系統）
2008年2月13日、12系統と同時期に運行開始。六甲アイランドから阪神御影駅を経由し、阪急御影駅まで結んだ。12系統の補完的役割を担い、平日は毎時2〜3本、休日は毎時1〜2本の間隔で運行された。現行の131系統と概ねルートは変わらないが、唯一の相違点として当路線は「平生（ひらお）記念館前」を経由した。
2017年12月16日の路線再編にて、12系統と統合する形で運行休止。その後、12系統が減便されたことに伴い補完的役割を担う路線として現行の131系統が新設された。
- P&G前 → （12系統と同一ルート） → 阪神御影駅西 → 阪急御影駅南
- 阪急御影駅南 → 平生記念館前 → 阪神御影駅南 → （12系統と同一ルート） → P&G前
  - 主要な停留所のみ列挙。

### 宝塚線（ランランバス）
JR宝塚駅前と、月見山・長寿ガ丘の両地区を結んだ。当社にとって初めて、地盤の神戸市以外の地域を走行する路線であった。車両は、マイクロバスまたはコミューターが充当された。
2015年3月30日から同年4月29日まで試験運行が行なわれた後、同年8月24日に本格運行開始。本格運行開始時は、「長寿ガ丘ルート」と「月見山ルート」の2ルートがそれぞれ毎時1〜2本運行された。
2018年4月1日の路線再編で4ルートに増設。平日昼および休日は「長寿ガ丘ルート」と新設の「長月ルート」がそれぞれ毎時0〜1本、平日ラッシュ時は「月見山ルート」と新設の「長寿ガ丘シャトル便」がそれぞれ毎時3本運行された。
平成30年（2018年）台風21号の影響で本社車庫が浸水し、ランランバス専用車両および代替車両が運行不能となった。その後、暫定運行を実施していたが、車両調達が困難となったため2019年2月28日をもって路線廃止。
その後、2019年7月29日より同社に代わって株式会社フクユが運行を再開している。
「みなと観光 らんらんバス」の愛称は、南あわじ市でも運行されている。
長寿ガ丘ルート
- JR宝塚駅前 → 月見山2丁目北 → 長寿ガ丘西 → 自治会館前 → 月見山緑地前 → JR宝塚駅前

長月ルート（2018年4月1日〜）
- JR宝塚駅前 → 月見山2丁目北 → 長寿ガ丘西 → 自治会館前 → 月見山2丁目東 → JR宝塚駅前

月見山ルート
- JR宝塚駅前 → 月見山2丁目北 → 自治会館前 → 月見山2丁目東  → JR宝塚駅前

長寿ガ丘シャトル便（2018年4月1日〜）
- JR宝塚駅前 → 月見山2丁目北 → 長寿ガ丘西 → JR宝塚駅前
  - いずれも、主要な停留所のみ列挙。

### 神戸ファッションプラザ〜JR住吉（14系統）
2020年8月26日運行開始。六甲アイランド内の神戸ファッションプラザとJR住吉駅を結んだ。当初は直行便として運行され、平日は毎時2〜4本、休日は毎時2本。
同年11月1日より六甲アイランド内の一部停留所で乗降が可能となった。2021年3月1日より毎時1本に減便。
利用者減少のため、同年5月17日より全便運休。同12月31日をもって路線廃止された。
- 神戸ファッションプラザ→アジアワンセンター→JR住吉駅→神戸ファッションマート前→神戸ファッションプラザ

### 六甲道〜御影〜岡本〜甲南山手（126系統）
JR六甲道駅、阪急御影駅、阪急岡本駅、JR甲南山手駅を結んだ。
2020年8月1日運行開始。運行開始当初は「東山プラザ」方面へ乗り入れ、40分間隔での運行だったが、2022年4月1日のダイヤ改正で運行区間を縮小し「JR甲南山手駅」止となった。本数は概ね60分間隔。
2024年4月1日の路線再編をもって運行が取り止められた。
- JR六甲道駅南→阪急御影駅南→阪急岡本駅南側→JR甲南山手駅
- JR甲南山手駅→阪急岡本駅南側→阪急御影駅南→JR六甲道駅南
  - 主要な停留所のみ列挙。2022年4月1日以前は、123系統と同じ経路で東山プラザまで乗り入れていた。

### 森北町どんぐりバス　六甲道便（124系統）
2014年8月25日運行開始。以前より運行されていた森北町どんぐりバス（123系統）の新たなルートとして、森北町とJR六甲道駅を結んだ。
車両は、当初よりマイクロバスが充当されていたが、2019年10月13日より日野・ポンチョが投入された。この当時の本数は、朝夕ラッシュ時に合わせて8往復。
後述の126系統に路線再編される形となり、2020年7月31日限りで運行休止。
その後、2024年4月1日の路線再編にて運行が再開。新たに阪急御影駅南を経由するようになる。本数は、朝に六甲道方面行き1便、夕方に東山プラザ行き1便の計1往復。運賃は後払い方式。
2025年3月31日をもって運行休止。
- JR六甲道駅南 - 阪急岡本駅南側 - 岡本テラスハウス前 - 小公園前 - 荘園下 - 東山プラザ前
  - 主要な停留所のみ列挙。

## 送迎バス
- 神戸空港の近隣にある結婚式場『ラヴィマーナ神戸』の送迎バスを担当している。発着地は、三宮山手（南行き）。
- 甲南医療センターのシャトルバスを担当している。阪急御影駅南、JR住吉駅前、阪神御影（専用乗り場）、うはらの湯＊一部の便のみ＊を経由する南回り[1・2・3・4・7号車]と、渦森台と住吉台を経由する北回り[5号車]、甲南医療センターと六甲アイランド甲南病院、イースト11番街メディケアマンションを結ぶ便[5・8号車]がある。車両は、主にマイクロバスが充当され、一部の便は中型送迎バス[6号車]で運行される。
- その他、企業送迎バス等を担当。
  - かつては、IKEAポートアイランドのシャトルバスも当社が担当していた。IKEAのラッピングが施された専用の車両が充当されていたが、廃止後も21系統で運用された後、現在はumieのラッピングに塗装が変更され、22系統と211系統で運用されている。
  - ハーバーランドの商業施設利用客向けに「無料お買い物バス」と題したシャトルバスの運行を受託していた。これが、現在の22系統のルーツに当たる。この頃はマイクロバスが充当され、平日のみの運行だった。当初は新車が使用されていたが、後に前述の元・IKEAのラッピング車両が転用された。このほか、21系統用の大型車が運行に就いたことがある。